# Payam
Payam est un terme issu de la langue Dinka qui signifie « nouveau village » ou « endroit ». Depuis l'indépendance du Soudan du Sud en 2011, le gouvernement tente d'imposer le mot payam à l'ensemble du pays pour désigner les districts (subdivisions des comtés). La subdivision du Payam est le Boma.